# Maurice Herlihy
Maurice Peter Herlihy (* 4. Januar 1954) ist ein US-amerikanischer Informatiker.

## Leben
Herlihy studierte Mathematik an der Harvard University mit dem Bachelor-Abschluss 1975 und Informatik am Massachusetts Institute of Technology mit dem Master-Abschluss 1980 und der Promotion 1984. Im Sommer 1982 forschte er am Forschungszentrum Xerox PARC. 1984 bis 1989 war er Assistant Professor an der Carnegie Mellon University und 1989 bis 1994 am Cambridge Research Laboratory von DEC. 1994 wurde er Associate Professor und 1998 Professor an der Brown University. 2004 und 2005 forschte er bei Microsoft Research und von 2010 bis 2011 war er am Technion.
Herlihy leistete wichtige Beiträge zu Multiprozessorsystemen (zum Beispiel transaktionaler Speicher, das er mit Eliot Moss einführte und das in fortgeschrittenen Prozessoren bei Intel und IBM Anwendung fand).
Er leistete fundamentale Beiträge zu Synchronisation ohne Wartezeit (Wait-free Synchronization), führte das Konzept der Linearisierbarkeit (englisch linearizability) bei nebenläufigen Datenstrukturen ein (mit Jeannette Wing) und führte Counting Networks mit Nir Shavit und James Aspnes ein. Mit Shavit führte er auch topologische Methoden in der Behandlung verteilter Algorithmen ein.

## Preise
- 2003 Dijkstra-Preis für Wait-free synchronization[1]
- 2004 Gödel-Preis für The topological structure of asynchronous computation mit Nir Shavit[2] und Wait-free k-set agreement is impossible: The topology of public knowledge mit Michael Saks und Fotios Zaharoglou[3]
- 2012 Dijkstra-Preis für Transactional Memory: architectural support for lock-free data structures mit Eliot Moss[4]
- 2013 W. Wallace McDowell Award für fundamentale Beiträge zu Theorie und Praxis von Multiprozessor-Computern[5]
- 2022 Dijkstra-Preis für The Repeat Offender Problem: A Mechanism for Supporting Dynamic-Sized, Lock-Free Data Structures

Er ist Fellow der Association for Computing Machinery. 2015 wurde er in die American Academy of Arts and Sciences gewählt.

## Schriften
- mit Nir Shavit: The art of multiprocessor programming, Morgan Kaufmann 2008, 2012
- mit Dmitry Kozlov und Sergio Rajsbaum: Distributed Computing Through Combinatorial Topology, Morgan Kaufmann 2014